# Donaldson (Minnesota)
Donaldson è un comune degli Stati Uniti d'America, situato nello Stato del Minnesota, nella Contea di Kittson, tra le pianure dl Galvedson e le montagne Hacknell-Powerlell.